# Перчатки ММА
Перчатки ММА или перчатки для борьбы — небольшие перчатки с открытыми пальцами, которые могут использоваться в поединках по смешанным единоборствам. Обычно они имеют набивку весом около 4-6 унций (110-170г), которые предназначены для обеспечения некоторой защиты человека, надевшего перчатку, но оставляют пальцы доступными для захватывающих манёвров, таких как клинч и сабмишн.

## История
Маленькие перчатки с открытыми пальцами впервые стали обязательными в японском промоушене Shooto, а затем были приняты UFC, когда бой превратился в регулируемый вид спорта. Перчатки были введены для защиты кулаков бойцов от травм, а также для уменьшения количества рваных ран на лице (и остановок из-за порезов), с которыми бойцы сталкивались без перчаток. Введение перчаток также было направлено на то, чтобы побудить бойцов использовать руки для нанесения ударов, чтобы сделать поединки более захватывающими для болельщиков. Перчатки имеют некоторое сходство с перчатками кэмпо, поддерживающими запястья, закрытые пальцы, сломанные костяшки пальцев, которые были популярны в фильме Брюса Ли «Выход дракона» 1973 года .
Перчатки для соревнований. В большинстве профессиональных боёв бойцы носят перчатки весом 4 унции (110 г), тогда как любители могут носить немного более тяжёлые перчатки весом 6 унций (170 г) для повышенной защиты. По правилам UFC разрешены перчатки от 4 до 20 oz (от 113 до 567 г), при этом возможно использование более тяжёлых перчаток некоторых размеров, например 2 XL — 4 XL.
Спарринговые перчатки. Обычно вес спарринговых перчаток ММА составляет 7 oz (около 200 г). В спарринге, очевидно, задействовано много ударов руками: от работы на мешке до настоящего спарринга с партнёром. И то, и другое требует, чтобы ваши костяшки пальцев были адекватно защищены и смягчены от проводимых ими приёмов. 7 oz (200 г) относится к весу набивки внутри перчаток, а не к общему весу.
Перчатки для захвата . Также известные как гибридные или тренировочные перчатки — используются в основном для работы в клинче/борьбе. Перчатки этого типа имеют меньшую набивку, чем перчатки для спарринга или соревнований. Кроме того, каждый палец можно перемещать независимо, что обеспечивает большую способность захвата.

## Влияние перчаток на безопасность и травматизм
Влияние перчаток на травмы, полученные во время боя, является спорным вопросом, рассматриваемым в основном применительно к боксу. Использование мягких перчаток в драках защищает кулаки владельца, но не предотвращает черепно-мозговую травму, если только они не настолько велики, что ими становится трудно пользоваться. Эти перчатки защищают кулаки владельца и позволяют наносить более сильные удары, чем в боях на кулаках, и именно сотрясение головы в целом разрывает кровеносные сосуды, а не нанесённый удар руки в перчатке.

## Список перчаток ММА, одобренных ассоциациями
| Ассоциация                                           | Одобренные перчатки для профессиональных ММА | Одобренные перчатки для ММА класса A, ММА класса B, ММА класса C. |
| ---------------------------------------------------- | --- | --- |
|                                                      | | |
| ШВЕДСКАЯ ФЕДЕРАЦИЯ СМЕШАННЫХ БОЕВЫХ ИСКУССТВ — SMMAF | Перчатки RDX Sports Pro T1 Перчатки RDX Sports Pro F2 Перчатки RDX Sports Pro F3 Перчатки MMA серии BAD BOY Pro (все модели) Гелевые перчатки BAD BOY Pro Series для ММА (все модели) Перчатки MMA серии BAD BOY Legacy (все модели) Перчатки Кенка ММА 2.0 Соревнования ОМПУ ММА OMPU Боевые перчатки Open Thumb Официальные боевые перчатки UFC Профессиональные перчатки Adidas для ММА: ADICSG041 Профессиональные перчатки Adidas для соревнований ММА: ADICSG04. Профессиональные перчатки Adidas для соревнований ММА: ADICSG09. Перчатки для соревнований MMA Superior Gear (Артикул: MCGB) Fighter Gear: Fighter Hornet, профессиональные перчатки ММА (15032-000). Перчатки Askari MMA (Pro) | RDX Спорт GGR-T6 Защитные перчатки для ММА BAD BOY Training Series (все модели) Защитные перчатки для ММА серии BAD BOY Pro (все модели) Перчатки Adidas для соревнований ADICSG061 убийца Топ-спарринг OMPU MMA Fighter Gear: Fighter Combat IMT (арт. 15024-000) Спарринговые перчатки Superior Gear для ММА (название статьи: MSGB) Безопасные спарринговые перчатки Chokem MMA (номер артикула: CHO406) Перчатки Askari MMA Shootfighter BLACK WOLF Перчатки Askari MMA Shootfighter HUNTER Перчатки ММА Top Rank Eq |
|                                                      | | |